# Marian Kanton
Marian Kanton (ur. 12 sierpnia 1946 w Rozniszewie, zm. 14 sierpnia 1996) – polski ekonomista i bankowiec.

## Życiorys
Syn Aleksandra i Feliksy.
Absolwent studiów magisterskich (1969) i doktoranckich (1974) Szkoły Głównej Planowania i Statystyki (SGPiS), doktorat uzyskał w dziedzinie ekonometrii. W latach 1956–1969 przewodniczący Rady Uczelnianej Zrzeszenia Studentów Polskich w SGPiS, a w latach 1969–1972 członek rady naczelnej tej organizacji w Warszawie. W latach 1969–1996 pracownik i wykładowca SGPiS, m.in. jako stażysta (1969), asystent (1969–1972), starszy asystent (1972–1974) i adiunkt (1974–1975).
W latach 1974–1975 starszy radca w Komisji Panowania przy Radzie Ministrów. W latach 1975–1981 pracował w wydziałach Ekonomicznym oraz Planowania i Analiz Gospodarczych Komitetu Centralnego Polskiej Zjednoczonej Partii Robotniczej. W latach 1979–1981 pierwszy sekretarz Komitetu Zakładowego PZPR w Ministerstwie Finansów.
W latach 1981–1996 zajmował kierownicze stanowiska w grupie kapitałowej Banku Polska Kasa Opieki: wiceprezesa zarządu banku (1981–1984), prezesa zarządu Pekao Trading Corporation w Nowym Jorku (1984–1989) i prezesa zarządu banku (1989–1996). W latach 1990–1991 członek grupy inicjatywnej ds. powołania Związku Banków Polskich, a w latach 1991–1996 członek zarządu związku. Przewodniczący komitetu założycielskiego oraz pierwszy przewodniczący rady nadzorczej Krajowej Izby Rozliczeniowej
16 sierpnia 1996 zginął w wypadku drogowym w okolicach Radomia. Trzy dni później pośmiertnie odznaczony Krzyżem Komandorskim Orderu Odrodzenia Polski.

## Upamiętnienia
- Konkurs na najlepsze prace magisterskie i doktorskie poświęcone zagadnieniom systemu płatniczego im. Mariana Kantona organizowany przez Związek Banków Polskich[4] (od 1997)
- Fundacja Banku Pekao S.A. nosiła imię Mariana Kantona w latach 1997–2022[8]
- Biurowiec banku Pekao S.A. Pekao Tower nosi oficjalną nazwę Gmach im. dr. Mariana Kantona